# Titularbistum Germaniciana
Germaniciana ist ein Titularbistum der römisch-katholischen Kirche. 
Es geht zurück auf einen untergegangenen Bischofssitz in der gleichnamigen antiken Stadt, die sich in der römischen Provinz Byzacena bzw. Africa proconsularis in der Sahelregion von Tunesien befand.
| Titularbischöfe von Germaniciana |                             |                                                                                    |                   |                   |
| Nr.                              | Name                        | Amt                                                                                | von               | bis               |
| 1                                | Patrick Ryan                | Koadjutorbischof von Ferns (Großbritannien)                                        | 2. Oktober 1804   | 14. Januar 1814   |
| 2                                | Gustav de Belrupt-Tyssac    | Weihbischof in Olmütz (Tschechien)                                                 | 13. Dezember 1880 |                   |
| 3                                | Alois Hartl                 | Weihbischof in München und Freising (Deutschland)                                  | 13. Juni 1921     | 22. Juli 1923     |
| 4                                | Juan Sastre y Riutort CM    | Weihbischof in San Pedro Sula (Honduras)                                           | 15. April 1924    | 23. März 1949     |
| 5                                | Joseph Guffens SJ           | Apostolischer Koadjutorvikar von Koango (Demokratische Republik Kongo)             | 24. Juli 1949     | 21. Juni 1973     |
| 6                                | Marco René Revelo Contreras | Weihbischof in Santa Ana (El Salvador)                                             | 14. Juli 1973     | 25. Februar 1981  |
| 7                                | Filomeno Gonzales Bactol    | Weihbischof in Palo (Philippinen)                                                  | 29. Juli 1981     | 29. November 1988 |
| 8                                | Rafael Sanus Abad           | Weihbischof in Valencia (Spanien)                                                  | 3. Februar 1989   | 13. Mai 2010      |
| 9                                | Wenedykt Aleksijtschuk MSU  | Weihbischof in Lemberg (Ukraine)                                                   | 3. August 2010    | 20. April 2017    |
| 10                               | Andriy Rabiy                | Weihbischof in der Erzeparchie Philadelphia (USA) und ab 2022 in Winnipeg (Kanada) | 8. August 2017    |                   |